# Svensk ishockeys Hockey Hall of Fame
Svensk ishockeys Hockey Hall of Fame är en samling av berömda personer vilka varit betydelsefulla för ishockeyns utveckling i Sverige. Den svenska Hockey Hall of Fame startades av Svenska Ishockeyförbundets styrelse som via en invalskommitté väljer in ledare, spelare och domare/linjemän till Hockey Hall of Fame. Vissa inval sker genom omröstningar öppna för allmänheten. Svenska Ishockeys Hockey Hall of Fame är fristående från Internationella Ishockeyförbundets Hockey Hall of Fame men drivs med liknande uppbyggnad och regelverk. 

## Invalda
I listan redovisas de hockeypersonligheter som blivit invalda i HHoF via invalskommitéen eller de som inkluderats via omröstningar, samt vilket datum personen blev invald.
1. Sven Tumba – invald spelare 12 november 2011
2. Lasse Björn – invald spelare 9 februari 2012
3. Börje Salming – invald spelare 9 februari 2012
4. Anders Hedberg – invald spelare 11 februari 2012
5. Håkan Loob – inröstad spelare 11 februari 2012
6. Ulf Sterner – invald spelare 10 februari 2012
7. Leif Holmqvist – invald spelare 10 februari 2012
8. Roland Stoltz – invald spelare 10 februari 2012
9. Nils Nilsson – invald spelare 10 februari 2012
10. Mats Näslund – inröstad spelare 10 februari 2012
11. Peter Lindmark – inröstad spelare 1 maj 2012
12. Raoul Le Mat – invald ishockeyledare 17 maj 2012
13. Carl Abrahamsson – invald spelare 17 maj 2012
14. Sigfrid Öberg – invald spelare 17 maj 2012
15. Anton Johanson – invald ishockeyledare 17 maj 2012
16. Arne Johansson – invald spelare 17 maj 2012
17. Kurt Kjellström – invald spelare 17 maj 2012
18. Hans Georgii – invald spelare 17 maj 2012
19. Gustaf Johansson – invald spelare 17 maj 2012
20. Lennart Svedberg – invald spelare 17 maj 2012
21. Nils Molander – invald spelare 17 maj 2012
22. Einar Lundell – invald spelare 17 maj 2012
23. Ragnar Backström – invald domare 17 maj 2012
24. Helge Berglund – invald ishockeyledare 17 maj 2012
25. Åke Andersson – invald spelare 17 maj 2012
26. Folke Jansson – invald spelare 17 maj 2012
27. Erik Burman – invald spelare 17 maj 2012
28. Rudolf Eklöw – invald ishockeyledare 17 maj 2012
29. Lars-Erik Sjöberg – invald spelare 17 maj 2012
30. Arne Strömberg – invald ishockeyledare 17 maj 2012
31. Thord Flodqvist – invald spelare 17 maj 2012
32. Birger Holmqvist – invald spelare 17 maj 2012
33. Anders Andersson – invald spelare 17 maj 2012
34. Herman Carlson – invald ishockeyledare 17 maj 2012
35. Erik Johansson – invald ishockeyspelare  17 maj 2012
36. Axel Sandö – invald domare 17 maj 2012
37. Sven Bergqvist – invald spelare 17 maj 2012
38. Ove Dahlberg – invald domare 17 maj 2012
39. Gösta Johansson – invald spelare 17 maj 2012
40. Gösta Ahlin – invald domare 17 maj 2012
41. Stig-Göran Johansson – invald spelare 17 maj 2012
42. Sven Thunman – invald spelare 17 maj 2012
43. Holger Nurmela – invald spelare 17 maj 2012
44. Sigurd Bröms – invald spelare 17 maj 2012
45. Hans Mild – invald spelare 17 maj 2012
46. Hans Öberg – invald spelare 17 maj 2012
47. Åke Lassas – invald spelare 17 maj 2012
48. Håkan Wickberg – invald spelare 17 maj 2012
49. Ronald Pettersson – invald spelare 17 maj 2012
50. Lennart Johansson – invald spelare 17 maj 2012
51. Eilert Määttä – invald spelare 17 maj 2012
52. Lars-Eric Lundvall – invald spelare 29 oktober 2012[1]
53. Kjell Svensson – invald spelare 21 januari 2013[2]
54. Bert-Ola Nordlander – invald spelare 29 oktober 2012[3]
55. Bo Tovland – invald ishockeyledare 1 februari 2013[4]
56. Jörgen Jönsson – invald spelare 18 december 2012
57. Tomas Sandström – invald spelare 1 februari 2013[4]
58. Tomas Jonsson – inröstad spelare 7 mars 2013[5]
59. Tommy Salo – invald spelare 9 januari 2013[6]
60. Bengt-Åke Gustafsson – invald spelare 3 maj 2013[7]
61. Kent Nilsson – invald spelare 3 maj 2013[8]
62. Anders Carlsson – invald spelare 24 mars 2013
63. Rickard Fagerlund – invald ishockeyledare 9 februari 2013
64. Pelle Bergström – invald ishockeyledare 18 december 2012
65. Mats Sundin – invald spelare 14 maj 2013[9]
66. Peter Forsberg– invald spelare 14 maj 2013[9]
67. Tord Lundström – invald spelare 28 februari 2014[10]
68. Thomas Rundqvist – invald spelare 28 februari 2014[10]
69. Jonas Bergqvist – invald spelare 10 april 2014[11]
70. Ulf Dahlén – invald spelare 17 januari 2014
71. Eje Lindström – invald spelare 17 januari 2014
72. Markus Näslund – inröstad spelare 18 april 2014[12]
73. Mats Waltin – invald spelare 17 januari 2014[13]
74. Mats Åhlberg – invald spelare 22 augusti 2014[14]
75. Dan Söderström – invald spelare 10 oktober 2014[15]
76. Jan-Åke Edvinsson – invald ledare 22 augusti 2014
77. Dag Olsson – invald ishockeydomare 22 augusti 2014
78. Ulf Lindgren – invald ishockeydomare 27 maj 2014
79. Lars Tegnér – invald ishockeydomare 22 augusti 2014
80. Christer Höglund – invald ishockeyledare 22 augusti 2014
81. Viking Harbom – invald ishockeyledare 22 augusti 2014
82. Thure Wickberg – invald ishockeyledare 22 augusti 2014
83. Ruben Rundqvist – invald ishockeyledare 22 augusti 2014
84. Georg Lundberg – invald ishockeyledare 22 augusti 2014
85. Pelle Lindbergh – invald ishockeyspelare 22 augusti 2014
86. Arne Grunander – invald ishockeyledare 22 augusti 2014
87. Börje Idenstedt – invald ishockeyledare 22 augusti 2014
88. Kjell Glennert – invald ishockeyledare 22 augusti 2014
89. Curt Berglund – invald ishockeyledare 22 augusti 2014
90. Stig Nilsson – invald ishockeyledare 22 augusti 2014
91. Tommy Sandlin – invald ishockeyledare 22 augusti 2014
92. Bo Berglund – invald ishockeyledare 22 augusti 2014
93. Carlabel Berglund – invald ishockeyledare 22 augusti 2014
94. Sven Nordstrand – invald ishockeyledare 22 augusti 2014
95. Folke Lindström – invald ishockeyledare 22 augusti 2014
96. Stefan Liv – invald ishockeyspelare 22 augusti 2014
97. Peter Åslin – invald ishockeyspelare 22 augusti 2014
98. Hans Svedberg – invald ishockeyspelare 22 augusti 2014
99. Calle Johansson – invald ishockeyspelare 22 augusti 2014
100. Nicklas Lidström – invald ishockeyspelare 22 augusti 2014
101. Erika Holst – invald ishockeyspelare 21 mars 2015[16]
102. Maria Rooth – invald ishockeyspelare 22 mars 2015[17]
103. Gunilla Andersson Stampes – invald ishockeyspelare 22 mars 2015[18]
104. Hans Lindberg – invald ishockeyspelare och ishockeyledare 7 april 2015[19]
105. Nils Johansson – invald ishockeyspelare 3 november 2015[20]
106. Mikael Johansson – invald ishockeyspelare 6 februari 2016
107. Ann-Louise Edstrand – invald ishockeyspelare 6 februari 2016[21]
108. Anders Eldebrink – invald ishockeyspelare 11 december 2015
109. Thommie Bergman – invald ishockeyspelare 4 september 2016
110. Conny Evensson – invald ishockeyledare 11 februari 2017
111. Gert Blomé – invald ishockeyspelare 31 januari 2017
112. Tommy Albelin – invald ishockeyspelare 27 mars 2017
113. Kristina Bergstrand – invald ishockeyspelare 21 mars 2018
114. Ylva Martinsen – invald hockeyspelare 21 april 2018
115. Kenny Jönsson – invald hockeyspelare 22 april 2018
116. Daniel Alfredsson – invald hockeyspelare 21 november 2017[22]
117. Annica Åhlén – invald ishockeyspelare 24 oktober 2018
118. Tommy Samuelsson – invald ishockeyspelare 24 oktober 2018
119. Lars-Göran Nilsson – invald ishockeyspelare 24 oktober 2018
120. Peter Andersson  – invald ishockeyspelare 24 oktober 2018
121. Tomas Holmström – invald ishockeyspelare 1 oktober 2019[23]
122. Fredrik Olausson – invald ishockeyspelare 1 oktober 2019[24]
123. Stefan Person – invald ishockeyspelare 1 oktober 2019[25]
124. Therése Sjölander – invald ishockeyspelare 17 november 2021[26]
125. Fredrik Stillman – invald ishockeyspelare 6 december 2021[27]